# Finanční správa České republiky
Finanční správa je správní orgán České republiky určený ke správě daní. Zastupuje ho Generální finanční ředitelství jako přímo řízená organizace Ministerstva financí.

## Organizace finanční správy
Finanční správu ČR tvoří tyto úřady:
1. Generální finanční ředitelství – se sídlem v Praze
2. Odvolací finanční ředitelství – se sídlem v Brně
3. Finanční úřady – v jednotlivých krajích a jeden specializovaný se sídlem v Praze

Pouze Generální finanční ředitelství je účetní jednotkou. Je financováno z rozpočtové kapitoly Ministerstva financí, kterému je podřízeno. Odvolací finanční ředitelství a finanční úřady nejsou účetními jednotkami a pro účely hospodaření a účetnictví mají postavení organizačních jednotek Generálního finančního ředitelství. Totéž platí pro Specializovaný finanční úřad.
Generální ředitelé
- Jan Knížek (září 2005[3] – 30. dubna 2014[4])
  - Jiří Žežulka (zástupce ředitele pověřený vedením GFŘ)[5]
- Martin Janeček (27. října 2014[4] – prosinec 2018)
- Tatjana Richterová (28. prosince 2018[6] – 28. března 2022)
  - Jan Ronovský (zástupce ředitelky pověřený vedením GFŘ)[7]
- Simona Hornochová (od 1. března 2023)[8]

## Legislativa
Původní finanční ředitelství a jim podřízené finanční úřady byly zřízeny v roce 1991 na základě zákona č. 531/1990 Sb., o územních finančních orgánech. Pojem Finanční správa byl zaveden v prosinci 2011 zákonem č. 456/2011 Sb., o Finanční správě České republiky.
Od roku 2013 na základě zákona č. 456/2011 Sb., o Finanční správě České republiky, je Ministerstvu financí podřízeno Generální finanční ředitelství se sídlem v Praze, jemu je podřízeno Odvolací finanční ředitelství se sídlem v Brně a jemu jsou zase podřízeny jednotlivé finanční úřady, organizované podle samosprávných krajů.

## Zpřísnění přístupu finanční správy k podnikatelům od nástupu Andreje Babiše na post ministra financí
Po nástupu Andreje Babiše do funkce ministra financí začala finanční správa zpřísňovat postupy vůči podnikatelům, zpřísnily se i zákony. Změnu přístupu odráží i slova šéfa finanční správy Martina Janečka, který de facto prohlásil, že každá firma je podezřelá. Zpřísnění začalo nenápadně přijetím zákona o tom, že každý kdo má zpřístupněnou datovou schránku, musí povinně podávat daňové přiznání elektronicky. Později byla zrušena možnost vyřešit tuto povinnost pomoci tzv. e-tiskopisu. Za nedodržení elektronické formy podání je automaticky udělována pokuta ve výši 2000 Kč. V roce 2015 pokutu dostaly stovky podnikatelů, v roce 2016 pokutu dostalo 13 tisíc firem, z toho 8330 pokut bylo uděleno v souvislosti s daňovým přiznáním k dani z fyzických osob. Celkově tak měly úřady finanční správy obdržet na pokutách přes 6 milionů korun.
V roce 2016 začala povinnost podávat kontrolní hlášení a podnikatelé mohli dostat pokutu až 30 tisíc Kč i v případě, že kontrolní hlášení podali včas a správně. Přestože část zákona o kontrolních hlášeních byla Ústavním soudem uznána za protiústavní, Ministerstvo financí změnilo zákon až po další kritice. Podle nové úpravy lze pokuty promíjet, ale finanční správa nastavila pro prominutí tak přísné podmínky, že prominutí nemohl skoro nikdo využít. Teprve po další kritice byla metodika odpouštění pokut zmírněna. Od změny do 6. dubna finanční správa odpustila 142 pokut v celkové výši téměř 3,9 milionu korun, zatímco do změny metodiky byly odpuštěny pouze 4 pokuty. V roce 2016 bylo v souvislosti s kontrolním hlášením uděleno přes 2000 pokut. 1611 pokut ve celkové výši 80,5 milionu Kč bylo uděleno za nedodání kontrolního hlášení ani v náhradní lhůtě, 208 pokut v celkové výši 2,18 milionu korun bylo uděleno za podání kontrolního hlášení v náhradní lhůtě a 208 pokut ve celkové výši 6,18 milionů korun bylo uděleno za nepodání kontrolních hlášení na základě výzvy ke změně, doplnění či potvrzení údajů v podaném kontrolním hlášení.
Další komplikace začaly finanční úřady způsobovat podnikatelům při registraci k DPH, kdy začaly požadovat nesmyslné dokumenty a smlouvy, které často ani podnikatel mít nemůže. Navíc začala ve velkém využívat některé již dříve přijaté instituty, např. institut nespolehlivého plátce. Na konci roku 2014 bylo v registru plátců DPH jen 115 nespolehlivých plátců, na konci roku 2015 jich bylo již 3529 a k dubnu 2017 téměř 9000. Od roku 2010, kdy bylo vydáno 100 zajišťovacích příkazů, jejich počet vzrostl na 1561 vydaných v roce 2016.
Přestože Ministerstvo financí a finanční správa nezvládly metodickou stránku EET a i 5 měsíců po jejím spuštění se stále objevovaly nové zpřesňující metodiky a finanční správa si nevěděla rady např. s Airbnb, Janeček v médiích zmínil, že finanční správa přitvrdí v kontrolách a zvýší výši pokut. Za první měsíc fungování EET finanční správa udělila 26 pokut a bylo zahájeno necelých 1000 správních řízení, v dubnu 2017 již finanční správa evidovala 105 pokut v celkové výši 655 500 Kč a ke správnímu řízení předala 1866 případů. Došlo i ke zvýšení výše pokuty, na začátku března 2017 byla její výše 4758 Kč, v dubnu 2017 byla její výše již 6244 Kč. Pokutu dostali i někteří podnikatelé, kteří nic nespáchali, kvůli pochybení kontrolorů.

### Prohrané soudní spory
V roce 2015 finanční úřad oznámil podnikateli Jaromíru Kryštofovi, že vydal zajišťovací příkazy na jeho majetek, dokud nezaplatí téměř 90 milionů na DPH, která by mu do budoucna mohla vzniknout a na jejíž zaplacení by v budoucnu nemusel mít peníze, a to i přesto, že od roku 1996, od kterého jeho působila na trhu, neměla nikdy problémy s finančním úřadem a nejednalo se o nedoplatek nebo prokázaný prohřešek. Tyto zajišťovací příkazy firmu ochromily a Nejvyšší správní soud v březnu 2017 zajišťovací příkazy zrušil jako neopodstatněné. Firma ovšem mezitím zkrachovala a skončila v úpadku. Podle soudce a pozdějšího předsedy Nejvyššího správního soudu Karla Šimky se nejednalo o jediný takový případ.
Finanční správa uvalila zajišťovací příkazy na firmu FAU, majitele skladu pohonných hmot. S firmou byla zahájena exekuce, která firmu položila. Firma FAU podala trestní oznámení a Krajský soud v Ostravě označil postup finanční správy za nezákonný. Odvolací finanční ředitelství podalo kasační stížnost k Nejvyššímu správnímu soudu, kterou Nejvyšší správní soud zamítl. Firma FAU tak získala možnost požadovat po státu náhradu škody, v okamžiku zahájení exekuce měla firma hodnotu přesahující miliardu korun.
V případě firmy VHS-ROPA plus na konci roku 2017 Finanční správa dokonce pokračovala v exekuci i po pravomocném rozhodnutí soudu a jelikož kasační stížnost k Nejvyššímu správnímu soudu nemá odkladný účinek, učinila tak v rozporu se zákonem.
Podle serveru podnikatel.cz Finanční správa prohrála ke konci roku 2017 celkem 23 soudních sporů a vedla více než sto dalších případů. Z již přezkoumaných sporů v roce 2016 ve výši 3,3 mld. Kč daly soudy za pravdu podnikatelům ze 49 % z této částky.
Na konci roku 2018 kvůli mnoha dalším prohraným soudním sporům (např. firmy Wassa, Lija) o zajišťovací příkazy skončil šéf Finanční správy Martin Janeček, jak již v říjnu avizovala média. Podobně firma Tabák Plus 29 na základě rozhodnutí Nejvyššího správního soudu požadovala v listopadu 2018 po státu odškodné ve výši přes 150 miliónů korun.

### Reakce Finanční správy na prohrané soudní spory
V polovině ledna 2019 Finanční správa oznámila, že kvůli prohraným soudním sporům začala Finanční správa vypracovávat novou metodiku, jak vydávat zajišťovací příkazy.

## Neuznávání odpočtů
Na začátku roku 2019 finanční správa přiznala, že její úředníci byly motivování finančními odměnami, pokud firmám neuznají odpočet na výzkum a vývoj a firmě doměří daň. Podle Hospodářských novin tehdejší generální ředitelka Tatjana Richterová potvrdila, že šéf úřadu mohl před daňovou kontrolou určit výši cílové odměny a výši doměřované daně, nutné k tomu, aby zaměstnanec finančního úřadu cílovou odměnu získal. Za roky 2016 až 2018 byly takto vyplaceny odměny v celkové výši okolo 200 tisíc korun. Přestože tuto praxi finanční správa přiznala, ministryně financí Alena Schillerová stále tvrdila, že něco takového se neděje.